# Ray Whitney
Raymond Dale „Ray“ Whitney (* 8. Mai 1972 in Fort Saskatchewan, Alberta) ist ein ehemaliger kanadischer Eishockeyspieler und -sport, der im Verlauf seiner aktiven Karriere zwischen 1988 und 2014 unter anderem 1438 Spiele für die San Jose Sharks, Edmonton Oilers, Florida Panthers, Columbus Blue Jackets, Detroit Red Wings, Carolina Hurricanes, Phoenix Coyotes und Dallas Stars in der National Hockey League auf der Position des linken Flügelstürmers bestritten hat. Seinen größten Karriereerfolg feierte Whitney in Diensten der Carolina Hurricanes mit dem Gewinn des Stanley Cups im Jahr 2006.

## Karriere
Whitney spielte während seiner Juniorenkarriere ab 1988 bei den Spokane Chiefs in der Western Hockey League, einer der großen Juniorenligen in Nordamerika. In der Saison 1990/91 wurde der Rechtsschütze dort in die All-Star-Mannschaft der Liga gewählt und als bester Spieler des Jahres ausgezeichnet.
Zur Saison 1991/92 wechselte er zu den Kölner Haien. Diese verließ er aber nach wenigen Spielen wieder und unterzeichnete einen Vertrag bei den gerade gegründeten San Jose Sharks in der National Hockey League, von denen er kurz zuvor an insgesamt 23. Stelle beim NHL Entry Draft 1991 ausgewählt worden war. Bis 1997 spielte er für die Kalifornier bzw. deren Farmteams, ehe er zu den Edmonton Oilers wechselte. Kurz nach dem Saisonstart 1997/98 wechselte er weiter zu den Florida Panthers und 2000 zu den Columbus Blue Jackets, für die er drei weitere Jahre aktiv war und zwischenzeitlich als Mannschaftskapitän fungierte.
Die Spielzeit 2003/04 verbrachte Whitney bei den Detroit Red Wings, ein Jahr später spielte er aufgrund des Lockouts nicht. 2005/06 schloss er sich für zwei Jahre den Carolina Hurricanes an. Den größten Erfolg seiner Laufbahn feierte Whitney in der Saison 2005/06, in der er mit den Hurricanes den Stanley Cup gewann. 2000 und 2003 wurde er zum NHL All-Star Game berufen. Am 1. Juli 2010 unterzeichnete er einen auf zwei Jahre befristeten Vertrag bei den Phoenix Coyotes.
Am 31. März 2012 erzielte er in seinem 1226. NHL-Spiel in der regulären Saison ein Tor und einen Assist gegen die Anaheim Ducks und erreichte als 79. Spieler in der Geschichte der Liga die Marke von 1000 Punkten.
Nach der Saison 2011/12 wurde Whitney ein Free Agent und unterschrieb einen Zweijahresvertrag bei den Dallas Stars. Im Juni 2014 lief sein Vertrag aus, wodurch er fortan als Free Agent auf der Suche nach einem neuen Arbeitgeber war. Im Januar 2015 gab er dann das Ende seiner aktiven Karriere bekannt. Ihm gelangen 1064 Scorerpunkte in 1330 NHL-Einsätzen. Nach seinem Karriereende arbeitete er zwischen 2015 und 2018 als Scout bei seinem Ex-Team aus Carolina.

## Erfolge und Auszeichnungen
| - 1991 President’s-Cup-Gewinn mit den Spokane Chiefs - 1991 Bob Clarke Trophy - 1991 WHL Player of the Year - 1991 WHL West First All-Star Team - 1991 Memorial-Cup-Gewinn mit den Spokane Chiefs - 1991 George Parsons Trophy | - 1991 Memorial Cup All-Star Team - 2000 Teilnahme am NHL All-Star Game - 2003 Teilnahme am NHL All-Star Game - 2006 Stanley-Cup-Gewinn mit den Carolina Hurricanes - 2012 NHL Second All-Star Team |

## Karrierestatistik

### International
Vertrat Kanada bei:
- Weltmeisterschaft 1998
- Weltmeisterschaft 1999
- Weltmeisterschaft 2002
- Weltmeisterschaft 2010

(Legende zur Spielerstatistik: Sp oder GP = absolvierte Spiele; T oder G = erzielte Tore; V oder A = erzielte Assists; Pkt oder Pts = erzielte Scorerpunkte; SM oder PIM = erhaltene Strafminuten; +/− = Plus/Minus-Bilanz; PP = erzielte Überzahltore; SH = erzielte Unterzahltore; GW = erzielte Siegtore; 1 Play-downs/Relegation; Kursiv: Statistik nicht vollständig)

## Sonstiges
Im August 2016 nahm er als Caddy von Graham DeLaet, im Golfturnier an den Olympischen Sommerspielen 2016 in Rio de Janeiro teil.